# Автошлях О 020201
Автошля́х О 020201 — автомобільний шлях довжиною 9.2 км, обласна дорога місцевого значення в Вінницькій області. Пролягає по Гайсинському району від міста Бершадь до села Поташня.